# Sylvia Rivera
Sylvia Rae Rivera (Nueva York, 2 de julio de 1951-Nueva York, 19 de febrero de 2002) fue una activista estadounidense que luchó por los derechos de las personas transgénero. Rivera fue miembro fundadora del Gay Liberation Front y la Gay Activists Alliance y, junto a su amiga Marsha P. Johnson, ayudó a fundar STAR (Street Transvestite Action Revolutionaries), un grupo dedicado a ayudar a mujeres transexuales sintecho. Es reconocida como una de las pioneras en la lucha por los derechos de los colectivos gay y trans a nivel mundial.

## Primeros años
Sylvia Rivera nació en Nueva York en el barrio del Bronx en 1951 bajo el nombre legal de Ray Rivera Mendoza. Hija de un padre puertorriqueño ausente y una madre venezolana que acabará suicidándose cuando solo tenía tres años de nacida. Lo relata de la siguiente manera:
“Mi madre y su inestable segundo matrimonio; mi padrastro era un drogadicto. Él amenazó con matarnos a ella, a mí y a mi hermana. Yo tenía 3 años. A sus 22 años, mi madre metió matarratas en la leche, la bebió, y dejó un poco para mí. Cuando mi padre y mi hermana me lo quitaron al ver mi estómago inflado, fue la última vez que vi a mi madre con vida, porque después de estar en el hospital tres días, murió”.
Después de estos sucesos, fue criada por su abuela por parte de madre. Su abuela nunca aceptó su identidad que ya con ocho años daba a conocer Esta desaprobación hizo que a la edad de once años, tuvo que vivir en la calle, siendo acogida por varias drag queens que vivían cerca del Time Square Garden en la calle 42  teniendo que dedicarse a la prostitución infantil y cayendo en el consumo de drogas.

## Activismo
Sylvia Rivera afirmaba que su activismo comenzó en la época de la Guerra de Vietnam y los movimientos por los derechos civiles junto a la segunda ola feminista, llegando a participar junto a los Panteras Negras.  Su punto álgido en su activismo será durante los disturbios de Stonewall de 1969. Estas revueltas surgieron a raíz de una redada policial en el Stonewall Inn, un club gay situado en Greenwich Village, en la ciudad de Nueva York. Esa noche, Sylvia Rivera junto a otras mujeres trans como su amiga Marsha P. Johnson y drag queens, encabezaron los reclamos frente a la policía, que se continuaron, al día siguiente, en la que fue la primera marcha del orgullo gay.  Hay discusión sobre su implicación en el comienzo de los disturbios. Se comentó que fue una de las primeras en lanzar una botella a la policía, comenzando así los disturbios.
Una vez finalizados los disturbios de Stonewall, Rivera en febrero de 1970 se unirá al Gay Liberation Front que será la primera organización a la que se afilia, posteriormente será partícipe a su vez de Gay Activists Alliance. Más tarde, en el mismo año, junto a su amiga Marsha P. Johnson (quien ayudó a Rivera desde su llegada a Nueva York) cofundó en 1970 la organización STAR para ofrecerles techo, comida y ayuda a personas transexuales. Pero las discrepancias empezaron a surgir dentro del movimiento LGTBI+ a partir de la marcha del orgullo gay de 1973. Tras fuertes discusiones con su amiga Johnson, se mudará a Tarrystown, no si antes mostrar su enfado durante las marchas del orgullo de 1973 por las reiteradas faltas de respeto hacia ellas y hacia el colectivo transexual durante la celebración de la marcha.

## Vuelta a Nueva York
Entre los años 1973 y 1992, estuvo afincada en Tarrytown donde se ganaba la vida de forma precaria organizando bailes y pasarelas de drag queen. Durante esta época abandonó de forma parcial su activismo trans. Posteriormente volvió a Nueva York
Uno de los motivos de su vuelta tanto a Nueva York como al activismo fue la muerte de Marsha P. Johnson en 1992. Marsha P. Johnson fue encontrada muerta en extrañas circunstancias en el río Hudson. Según la policía, se trataba de un suicidio pero los amigos y familiares de Johnson dijeron que se trataba de un asesinato. Rivera volvió a Nueva York, pero sin poder encontrar una casa donde vivir, tuvo que dormir en la calle. En 1994 participó durante la marcha “ilegal” una marcha realizada por organizaciones a las cuales se les había negado la entrada en la organización de la marcha del orgullo de aquel año. La continua discriminación del colectivo por su identidad transexual junto al abuso de drogas, hizo que Sylvia Rivera intentara suicidarse en 1995 tirándose al río donde una vez fue encontrada su amiga Marsha P. Johnson. Su situación hizo que a partir de aquel momento Rivera quisiera luchar por las personas LGTBI+ que tenían menos recursos económicos. Sus últimos años de vida se los pasó haciendo entrevista y discursos sobre los disturbios de Stonewall y reviviendo la asociación STAR después de asistir al Europride de Roma del 2000 y de ser tratada como “la madre de todas las personas gays”.

## Muerte
Murió la madrugada del 19 de febrero de 2002 en el Hospital St. Vincent de Nueva York debido a complicaciones del cáncer de hígado debido a sus años de consumo de drogas. La activista Riki Wilchins comentó: 
"De muchas formas, Sylvia fue la Rosa Parks del movimiento transgénero moderno, término que ni siquiera se acuñó hasta dos décadas después de Stonewall".

## Cita
"No me quiero perder ni un instante de esto. ¡Es la revolución!". - sobre los disturbios de Stonewall

## Legado y reconocimientos

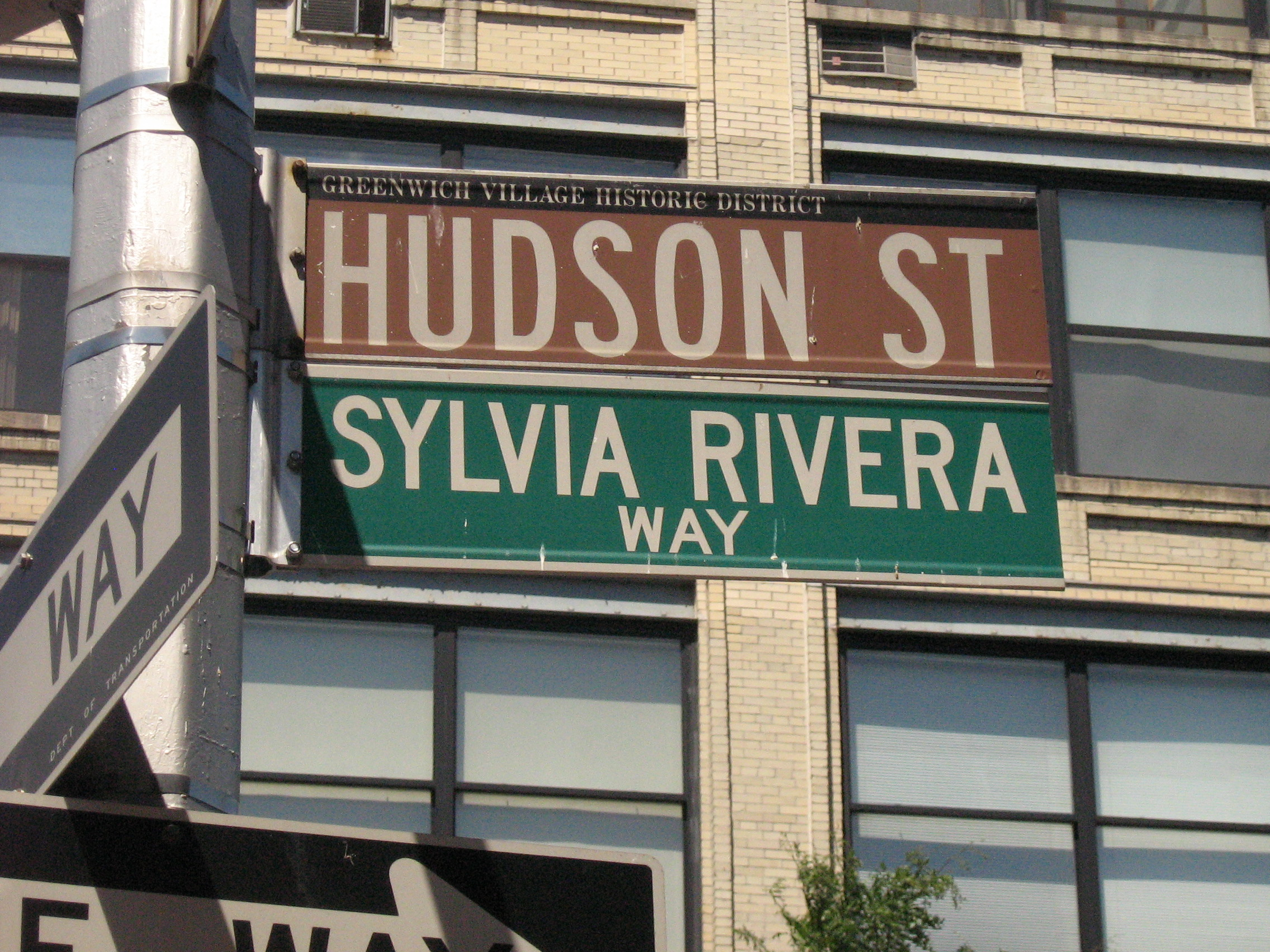
Rivera Way en Nueva York.

Como miembro activa de la Iglesia de la Comunidad Metropolitana de Nueva York, Rivera ministró a través de la despensa de alimentos de la Iglesia, que proporciona alimentos a las personas hambrientas. Además, al recordar su vida como niña en las calles, siguió siendo una apasionada defensora de la juventud queer. MCC New York tiene una despensa de alimentos llamada Sylvia Rivera Food Pantry, y su refugio para jóvenes queer se llama Sylvia's Place, ambos en su honor.
En 2005, la intersección de las calles Christopher y Hudson fue renombrada "Sylvia Rivera Way" en su honor. La intersección se encuentra en Greenwich Village, barrio en el cual Rivera comenzó su activismo y a unas pocas cuadras del Stonewall Inn.
La Asociación Transexual de Andalucía, se puso de segundo nombre Sylvia Rivera en conmemoración a la activista transexual y a su lucha.